# Helene Hanff
Helene Hanff (Filadelfia, Pensilvania, 15 de abril de 1916-New York, 9 de abril de 1997) fue una escritora estadounidense;  Es conocida por ser la autora del libro 84 Charing Cross Road, en el que se basó una obra de teatro, un episodio de una serie de televisión y la película del mismo nombre.
Su carrera, que la llevó de escribir obras que no se llegaron a estrenar a ayudar a crear algunos de los primeros dramas televisivos o a volverse una especie de profesional del The New Yorker va mucho más allá del encanto de un solo libro. Llamó a sus memorias (1961) Underfoot in Show Business, donde narró la lucha de un escritor joven y ambicioso que se quería hacer un lugar en el mundo del teatro de Nueva York en los cuarenta y los cincuenta. Trabajó como publicista y gastó muchos veranos en el circuito del "sombrero de paja" a través de la Costa Este de los Estados Unidos, escribiendo obras que serían admiradas por algunos productores de Broadway pero que por alguna razón nunca llegaron a ver la luz.
Escribió y editó escritos de una gran variedad de dramas televisivos tempraneros, producidos fuera de Nueva York, todo el tiempo intentando huir de lo que ella llamaba "uno de los 999 de 1000 que no se vuelve Noël Coward." Cuando la producción televisiva se movió a California, su trabajo decayó poco a poco, y acabó trabajando para revistas, y finalmente en los libros que forjaron su reputación.
Publicado por primera vez en 1970, 84 Charing Cross Road narra sus 20 años de correspondencia con Frank Doel, el principal vendedor de Marks & Co., una librería londinense, del cual ella dependió para conseguir los oscuros clásicos y los títulos de la literatura británica que despertaron su pasión por su autodidactismo. Llegó a estar íntimamente relacionada con las vidas del personal de la tienda, enviándoles comida durante la escasez de la posguerra y compartiendo con ellos los detalles de su vida en Manhattan.
Debido a dificultades financieras y su aversión a viajar, pospuso su visita a sus amigos en Inglaterra hasta que fue demasiado tarde; Doel murió en diciembre de 1968, y la librería terminó por cerrar. Hanff visitó finalmente Charing Cross Road y la vacía (pero aún en pie) librería en el verano de 1971, un viaje grabado en su libro de 1973 The Duchess of Bloomsbury Street.
Más tarde se obsesionó con el erudito británico Arthur Quiller-Couch lo que quedó reflejado en el libro llamado Q's Legacy (El legado de Q). Escribió otros libros como Apple of My Eye (La manzana de mis ojos), una guía idiosincrática de Nueva York, y A Letter from New York (1992) (Una carta desde Nueva York), cuyas negociaciones la dieron un espacio en la BBC, en la Hora de las mujeres  entre 1978 y 1985.
En la película de 1987, 84 Charing Cross Road, Hanff fue interpretada por Anne Bancroft, mientras que Anthony Hopkins hizo el papel de Frank Doel. Anne Jackson había interpretado anteriormente a Hanff en 1975, en una adaptación del libro para la televisión británica. Ellen Burstyn interpretó el mismo papel en Broadway en el Teatro Nederlander en Nueva York. 
Hanff, que nunca ocultó su afición a los cigarrillos y martinis, desarrolló diabetes, que fue lo que causó su muerte. El edificio de apartamentos donde vivió, el 305 E. de la calle 72 ha sido llamado "Charing Cross House" en su honor. Una placa de bronce junto a la puerta principal conmemora su residencia y la autoría del libro.